# Porträt einer Dame (van der Weyden)
Porträt einer Dame ist ein kleines Öl-auf-Holztafel-Gemälde, das um 1460 von dem niederländischen Maler Rogier van der Weyden gemalt wurde. Die Komposition zeichnet sich durch zwei Elemente aus: zum einen durch die geometrischen Formen, die die Linien des Schleiers und die Konturen des Halses, des Gesichts und der Arme der Frau formen; zum anderen durch das einfallende Licht, das ihr Gesicht und ihren Kopfschmuck beleuchtet. Der starke Kontrast zwischen hell und dunkel betont die nahezu unnatürliche Schönheit und gotische Eleganz des Modells.

## Hintergrund
Rogier van der Weyden war gegen Ende seines Lebens hauptsächlich mit Aufträgen für Porträtmalerei beschäftigt. Unter späteren Generationen von Malern war er hoch angesehen für seine tiefgründigen Personendarstellungen. In diesem Werk werden die Demut und bescheidene Haltung der Frau durch ihr zartes Äußeres, ihren gesenkten Blick und ihre streng gefalteten Hände vermittelt. Sie ist schlank und entspricht dem gotischen Ideal gestreckter Körpermerkmale. Dies zeigt sich an ihren schmalen Schultern, ihrem streng zurückgesteckten Haar, ihrer hohen Stirn und dem aufwändigen Rahmen, den ihr Kopfschmuck bildet. Es handelt sich um das einzige bislang bekannte Frauenporträt van der Weydens, das als eigenhändiges Werk des Künstlers anerkannt ist. Doch der Name des Modells ist nicht dokumentiert und der Maler gab dem Werk keinen Titel.
Obwohl van der Weyden sich nicht an die Konventionen der Idealisierung hielt, versuchte er im Allgemeinen doch seinen Modellen zu schmeicheln. Er stellte seine Modelle in sehr modischer Kleidung und oft mit gerundeten – fast modellierten – Gesichtszügen dar, von denen manche von einer natürlichen Darstellung abwichen. Er passte dem seine eigene Ästhetik an, weshalb seine Frauenporträts sich oft auffallend ähnlich sehen.
Seit seiner Schenkung im Jahre 1937 hängt das Gemälde in der National Gallery of Art in Washington, D.C. und ist Nr. 34 im de Vos catalogue raisonné zu dem Künstler. Es wurde als „berühmt unter allen Frauenporträts aller Schulen“ beschrieben.

## Komposition
Die Frau, die wahrscheinlich im späten Jugendalter oder Anfang 20 ist, ist in halber Länge und einem dreiviertel Profil dargestellt. Der zweidimensionale, blaugrüne Hintergrund ist flach und ihm fehlt die Detailgenauigkeit, die in Rogier van der Weydens religiösen Werken häufig zu finden ist. Wie sein Zeitgenosse Jan van Eyck (ca. 1395 – 1441) benutzte er bei der Porträtmalerei dunkle Flächen, um die Aufmerksamkeit auf das Modell zu lenken. Hans Memling (ca. 1435–1494), ein Schüler Rogier van der Weydens, war der erste niederländische Künstler, der ein Porträt im Freien oder vor einer Landschaft inszenierte. In diesem Werk ermöglicht die flache Umfassung dem Betrachter, sich dem Gesicht und der stillen Selbstbeherrschung der Frau zu widmen. Rogier van der Weyden reduziert seinen Fokus auf vier grundlegende Elemente: den Kopfschmuck, das Kleid, das Gesicht und die Hände der Frau. Der Hintergrund hat sich mit der Zeit verdunkelt; wahrscheinlich waren die durch den Hennin und das Kleid des Modells gebildeten Winkel früher um einiges markanter.

Petrus Christus (ca. 1410/1420–1475/1476), Bildnis einer Wohltäterin ca. 1455, National Gallery of Art, Washington. Christus' Werk hatte einen großen Einfluss auf Rogier van der Weyden, was sich in dem Ausdruck und der Farbe zeigt.

Die Frau trägt eine elegantes, tief ausgeschnittenes schwarzes Kleid, das dunkle Pelzstreifen an Hals und Handgelenken aufweist. Ihre Kleidung entspricht dem damals modischen burgundischen Stil, der die Ästhetik von Größe und Schlankheit des gotischen Ideals betont. Eine knallrote Schnalle hält das Kleid unter ihrer Brust zusammen. Der gelbbraune Hennin ist von einem großen, durchsichtigen Schleier bedeckt, der sich über ihre Schultern breitet und bis zu ihren Oberarmen reicht. Die Detailgenauigkeit bei der Struktur der Kleidung – die umsichtige Verzierung der Nadeln, die den Schleier halten – ist charakteristisch für Rogier van der Weyden.
Der Schleier der Frau bildet die Form einer Raute, die durch die entgegengesetzte Bewegung eines dünnen Unterhemdes ausgeglichen wird. Sie ist leicht von der Seite dargestellt, doch ihre Haltung wird durch die verschränkten Arme, ihren Ausschnitt und ihren Schleier zentriert. Der Kopf der Frau ist dezent beleuchtet, weswegen ihre Haut keine starken Tonkontraste aufweist. Ihr Gesicht ist lang und dünn und ihre Augenbrauen, -lider und ihr Haaransatz sind gezupft, um der damaligen Mode gemäß eine hohe Stirn zu schaffen. Ihr Haar ist streng am Rand der Haube, die über ihrem Ohr sitzt, zurückgesteckt. Der hohe Kopfschmuck und das streng zurückgesteckte Haar betonen ihr langes Gesicht und geben diesem so einen modellierten Anschein.
Das linke Ohr der Frau sitzt, dem Kunsthistoriker Norbert Schneider zufolge, unnatürlich hoch und weit hinten und liegt somit parallel zu ihren Augen anstatt zu ihrer Nase. Bei dieser Positionierung handelt es sich wahrscheinlich um ein künstlerisches Stilmittel, das dazu dient, die Bewegung der diagonalen Linie des rechten inneren Flügels ihres Schleiers fortzuführen. Im 15. Jahrhundert trug man Schleier üblicherweise aus Bescheidenheit, um die körperliche Sinnlichkeit zu verbergen. In diesem Werk bewirkt der Schleier jedoch das Gegenteil; das Gesicht der Frau wird von dem Kopfschmuck eingerahmt und lenkt somit die Aufmerksamkeit auf ihre Schönheit.

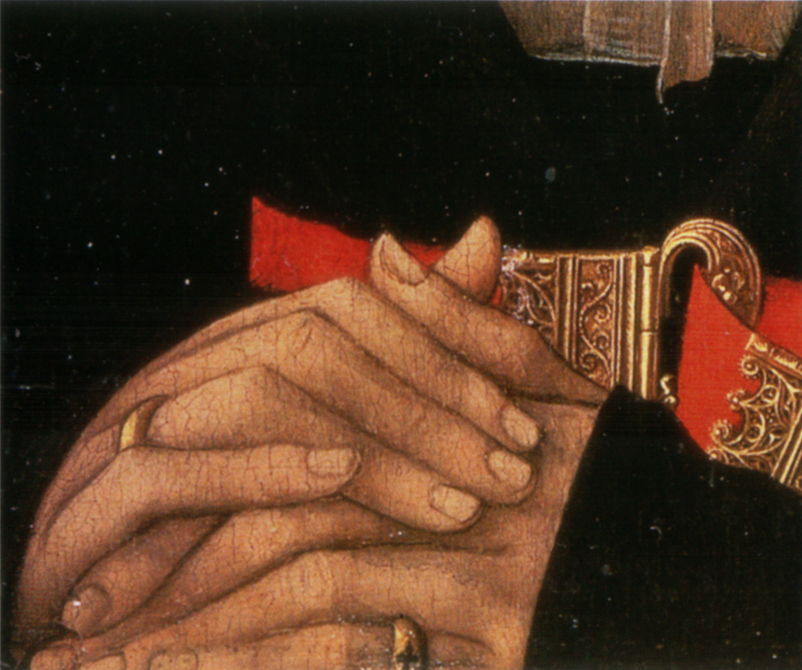
Ausschnitt aus dem Washington-Porträt, der die eng gefalteten Hände und den roten Gürtel zeigt

Die Hände der Frau sind eng gefaltet, wie zum Gebet, und tief im Bild positioniert, wodurch man den Eindruck gewinnt, sie ruhten auf dem Rahmen. Sie sind so stark wie möglich auf eine kleine Fläche des Bildes komprimiert; wahrscheinlich wollte Rogier van der Weyden so verhindern, dass sie eine helle Fläche bilden, die von der Darstellung des Kopfes ablenken könnte. Ihre schlanken Finger sind detailgetreu wiedergegeben. Oft wies Rogier van der Weyden durch die Darstellung des Gesichts oder der Hände auf die soziale Stellung des Modells hin. Der Ärmel ihres Kleides reicht über das Handgelenk hinaus. Die Abbildung ihrer Finger, die übereinander gefaltet sind, bildet den detailliertesten Bestandteil des Gemäldes und spiegelt den pyramidenförmigen oberen Teil des Bildes wider.
Ihr Blick ist gesenkt und drückt so, im Gegensatz zu ihrer extravaganten Bekleidung, Bescheidenheit aus. Die Frömmigkeit in ihrer Erscheinung erreichte Rogier van der Weyden durch für ihn typische Motive. Mit Hilfe bestimmter Farbtöne und einer ausgeprägten Verarbeitung wirken ihre Augen und ihre Nase länger und ihre Unterlippe voller. Um diese Merkmale herum sind einige vertikale Linien betont. Ihre Pupillen sind geweitet und ihre Augenbrauen leicht gehoben. Zusätzlich sind ihre Gesichtskonturen auf eine etwas unnatürliche und abstrakte Weise hervorgehoben. So entziehen sie sich den im 15. Jahrhundert üblichen räumlichen Einschränkungen bei der Darstellung von Menschen. Kunsthistoriker Erwin Panofsky beschreibt diese Methode folgendermaßen: „Rogier konzentrierte sich auf bestimmte bedeutende Züge – bedeutend sowohl aus physiognomischer als auch psychologischer Sicht –, was er hauptsächlich durch Linien ausdrückte.“ Es ist vermutet worden, dass ihre hohe Stirn und ihr voller Mund auf eine sowohl intellektuelle und asketische als auch auf eine leidenschaftliche Natur hinweisen. Sie stünden für „einen ungelösten Konflikt in ihrer Persönlichkeit“. Panofsky spricht von einer „schwelenden Erregbarkeit“.
Obwohl das Modell nicht bekannt ist, haben einige Kunsthistoriker über ihre Identität spekuliert. Der Schriftsteller Wilhelm Stein äußerte Anfang des 20. Jahrhunderts die Vermutung, es handle sich, aufgrund der sich ähnelnden Gesichtszüge, um Marie de Valengin, der illegitimen Tochter von Philipp III. von Burgund. Dabei handelt es sich jedoch um eine umstrittene Behauptung, die von wenigen geteilt wird. Da ihre Hände auf dem unteren Rahmen des Bildes ruhen, sind Kunsthistoriker sich im Allgemeinen einig, dass es sich um ein unabhängiges Porträt handelt und nicht um ein religiöses. Es ist möglich, dass es als Pendant zu einem Gemälde ihres Mannes gedacht war, doch kein anderes Porträt ist als mögliches Gegenstück vorgeschlagen worden.

## Bruch mit dem Konzept der Idealisierung

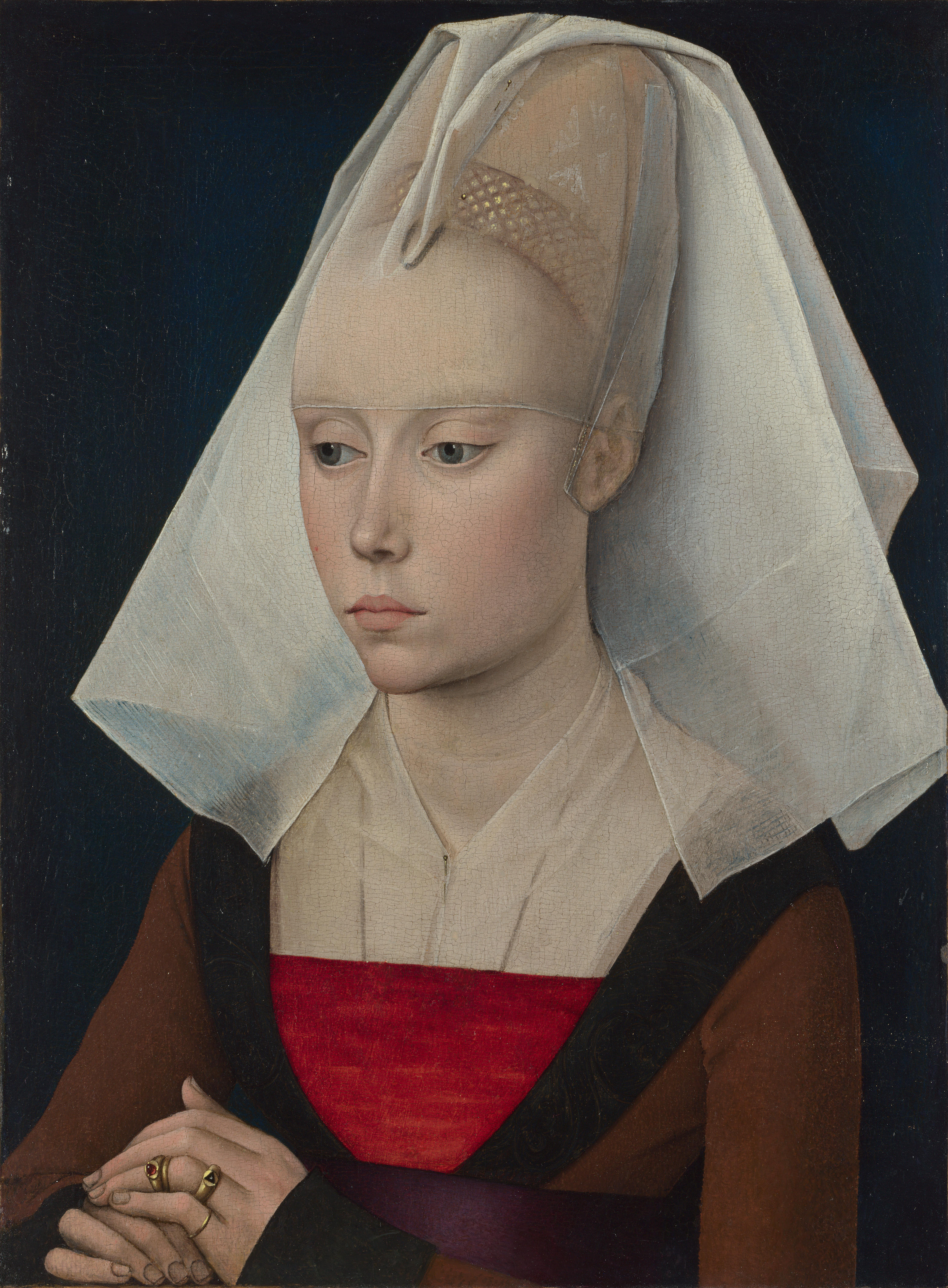
Werkstatt von Rogier van der Weyden, Porträt einer Dame, ca. 1460. National Gallery, London. Dieses Gemälde ist ähnlich, doch weit weniger detailliert. Es kommt aus der Werkstatt Rogier van der Weydens und könnte 1466, und somit ziemlich spät, entstanden sein.

Im Gebiet der Porträtmalerei gehörte Rogier van der Weyden der gleichen Tradition an wie seine Zeitgenossen Jan van Eyck und Robert Campin. Diese drei Künstler gehörten im 15. Jahrhundert zu der ersten Generation von Malern der „Nördlichen Renaissance“ wie auch zu den ersten Nordeuropäern, die Angehörige der mittleren und oberen Schicht naturalistisch und nicht in einer mittelalterlich-christlichen idealisierten Form darstellten. In der früheren niederländischen Kunst war die Profilansicht die vorherrschende Darstellungsform für Angehörige des Adels und des Klerus, die der Porträtmalerei würdig waren. In Werken wie Mann mit rotem Turban (1433) brach Jan van Eyck mit dieser Tradition und erstellte ein dreiviertel Profil des Gesichts, was zum Standard in der niederländischen Kunst wurde. Hier nutzt Rogier van der Weyden die gleiche Art von Profil, die es ihm ermöglicht die Kopfform und die Gesichtszüge des Modells besser darzustellen. Sie ist in halber Länge dargestellt, wodurch der Künstler ihre an der Taille gekreuzten Hände abbilden kann.
Trotz dieser neugewonnenen Freiheit weisen Rogier van der Weydens Frauenporträts bemerkenswerte konzeptuelle und strukturelle Ähnlichkeiten sowohl zueinander als auch zu Frauenporträts Campins auf. Die meisten von ihnen stellen dreiviertel Gesichter und Körper in halber Länge dar. Ihre Modelle setzen sie üblicherweise vor einen dunklen, einfarbigen und unscheinbaren Hintergrund. Einerseits sind die Porträts für ihr ausdrucksstarkes Pathos berühmt; andererseits ähneln sich die Gesichtszüge der Frauen stark. Dies deutet darauf hin, dass Rogier van der Weyden, trotz seiner Abweichung von der Tradition, seinen Modellen schmeicheln wollte, wodurch er zeitgenössische Schönheitsideale widerspiegelte. Die meisten von Rogier van der Weydens Porträts waren Aufträge von Adeligen; lediglich fünf seiner Werke (einschließlich Porträt einer Dame) waren keine Stifterbilder. Man weiß, dass Rogier van der Weyden in seinem Porträt von Philip de Croÿ (c. 1460) dem jungen flemmischen Adligen schmeichelte, indem er dessen breite Nase und hervorstehenden Kiefer darin verbarg. Der Kunsthistoriker Norbert Schneider beschreibt diese Tendenz in Bezug auf das Washington-Porträt wie folgt: „Während van Eyck die Natur 'im Groben' zeigt, verbessert Rogier die physische Realität und zivilisiert und verfeinert so sowohl die Natur als auch die menschliche Form mithilfe seines Pinsels.“ Die hohe Qualität des Gemäldes wird deutlich, wenn man es mit einem sehr ähnlichen Porträt der National Gallery vergleicht, das in Rogier van Weydens Werkstatt entstand. Das Londoner Modell hat weichere und rundere Züge; es ist jünger und weist weniger individuelle Charakterisierung auf als das Modell von ca. 1460. Auch im Bereich der Maltechnik fehlt es dem im Londoner Werk an Subtilität und Feinheit. Nichtsdestoweniger ähneln sich der Gesichtsausdruck und das Kleid der beiden Modelle.
Van der Weyden ging es mehr um die Ästhetik und die emotionale Reaktion, die seine Bilder hervorriefen, als um die spezifischen Porträts. Der Kunsthistoriker und Konservator Lorne Campbell ist der Meinung, dass die Beliebtheit der Porträts mehr auf die „elegante Einfachheit des [durch das Modell] erzeugten Musters“ zurückzuführen ist als auf die Anmut ihrer Abbildung. Obwohl Rogier van der Weyden nicht im traditionellen Bereich der Idealisierung blieb, schuf er seine eigene Ästhetik, die er in seinen Porträts und religiösen Gemälden zum Ausdruck brachte. Zu dieser Ästhetik gehört die Stimmung schwermütiger Hingabe, welche die vorherrschende Eigenschaft in all seinen Porträts ist. Seine Abbildungen mögen natürlicher sein als die früherer Künstlergenerationen, doch seine individualistische Herangehensweise in Bezug auf die Darstellung der Frömmigkeit seiner Modelle führt oft zu einer Abschweifung von den Regeln der Größenordnung.
John Walker, ehemaliger Direktor der National Gallery of Art, beschrieb das Subjekt als „outré“, war jedoch der Meinung, dass das Modell trotz seiner sonderlichen Züge „eigenartig schön“ sei. Zu dem Zeitpunkt, als das Werk vollendet wurde, hatte Rogier van der Weyden selbst Jan van Eyck an Beliebtheit übertroffen. Dieses Gemälde weist die typische asketische Spiritualität Rogier van der Weydens auf, für die dieser berühmt ist und mit der er Jan van Eycks Sinnlichkeit übertrifft.

## Zustand und Provenienz

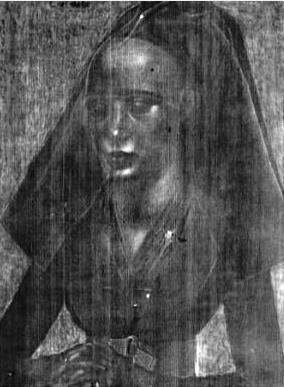
Dieses Röntgenbild von 1937 zeigt, dass die Taille der Frau ursprünglich schmaler war und ihr Brustumfang größer.

Obwohl Rogier van der Weyden dem Werk keinen Titel gab und der Name des Modells in keinen frühen Inventaren dokumentiert ist, wird das Bild aufgrund des Kleidungsstils in Rogier van der Weydens späteren Karriere angesiedelt. Die Datierung auf ca. 1460 beruht auf dem hochmodischen Kleid und der vermuteten chronologischen Stellung des Werks in der Evolution von Rogier van der Weydens Malstil. Es ist jedoch möglich, dass es noch später geschaffen wurde (Rogier van der Weyden starb 1464).
Porträt einer Dame wurde auf einer einzigen Eichentafel mit vertikaler Maserung gemalt und besitzt auf beiden Seiten einen unbemalten Rand. Die Tafel wurde mit Gesso grundiert und die Figur in schwarz-weiß darauf gemalt. Daraufhin wurden pigmentierte Ölglasuren hinzugefügt, was subtile, durchsichtige Farbtonabstufungen ermöglichte. Infrarotstrahlung zeigt, dass Rogier van der Weyden das Werk, bevor er mit dem Malen begann, nicht auf die Tafel skizzierte und es keine Hinweise auf Unterzeichnung gibt. Das Infrarotbild enthüllt, dass die Dame ursprünglich schlanker dargestellt war, was jedoch im Laufe des Arbeitsvorganges geändert wurde; eine dicke Schicht Farbe liegt unter dem Gürtel, was beweist, dass die ursprüngliche Taille ausgeweitet wurde. Diese Änderungen sind auch auf Röntgenbildern sichtbar. Es ist in relativ gutem Zustand, denn es wurde wiederholte Male gesäubert, zuletzt im Jahr 1980. Etwas Farbe ist am Schleier, am Kopfschmuck und am Ärmel verloren gegangen und das Ohr hat Abrieb erlitten.
Die Provenienz des Gemäldes ist unklar und es bestehen Zweifel darüber, auf welches Bild sich einige frühe Inventare beziehen. Im 19. Jahrhundert war es im Besitz eines Prinzen von Anhalt, wahrscheinlich Leopold III. Friedrich Franz von Wörlitz, in der Nähe von Dessau. Danach kam es wahrscheinlich zu Leopold Friedrich. 1902 wurde das Gemälde zur Ausstellung in der Exposition des primitifs flamands et d’art ancien im Hôtel du Gouvernement Provincial, Brügge ausgeliehen. Es war im Besitz eines Prinzen von Anhalt, bis dieser es 1926 an die Kunsthändler Duveen Brothers verkaufte. Diese verkauften es im selben Jahr wiederum an Andrew W. Mellon. Im folgenden Jahr wurde es an die Royal Academy of Arts, London, für eine Ausstellung über sechs Jahrhunderte flemmischer und belgischer Kunst ausgeliehen. 1932 hinterließ Mellon das Werk seiner Stiftung für Bildung und Wohltätige Zwecke, die es 1937 der National Gallery of Art schenkte, wo es Teil der dauerhaften Ausstellung ist.

## Galerie

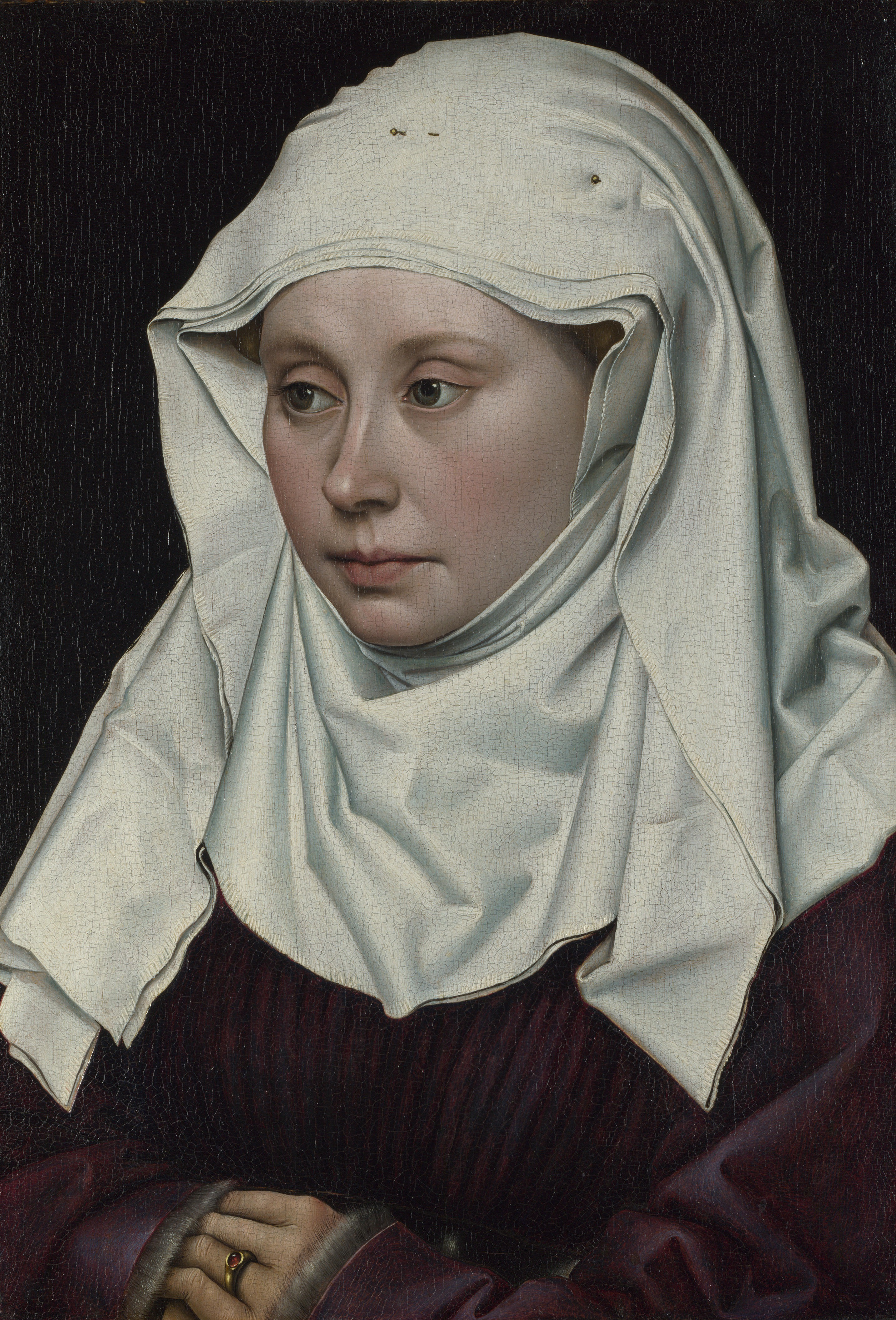
Robert Campin (ca. 1375–1444), Porträt einer Frau, 1430–1435, National Gallery, London. Rogier van der Weydens Stil beruht auf dem des alten Meisters.
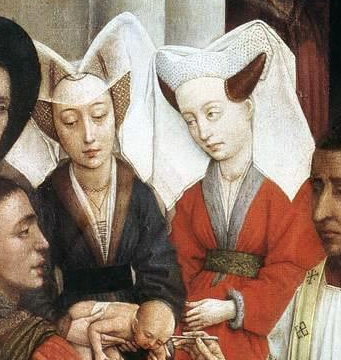
Rogier van der Weyden, Altar der sieben Sakramente (Rogier van der Weyden), Detail, 1445–1450, Koninklijk Museum voor Schone Kunsten, Antwerpen. Dieses formale Gruppenbild zeigt Frauen hohen Ranges, die der damaligen Mode gemäß gekleidet sind. Diese zeichnet sich durch hohe - und in diesem Fall gespaltene - Hennins und V-Ausschnitte aus.
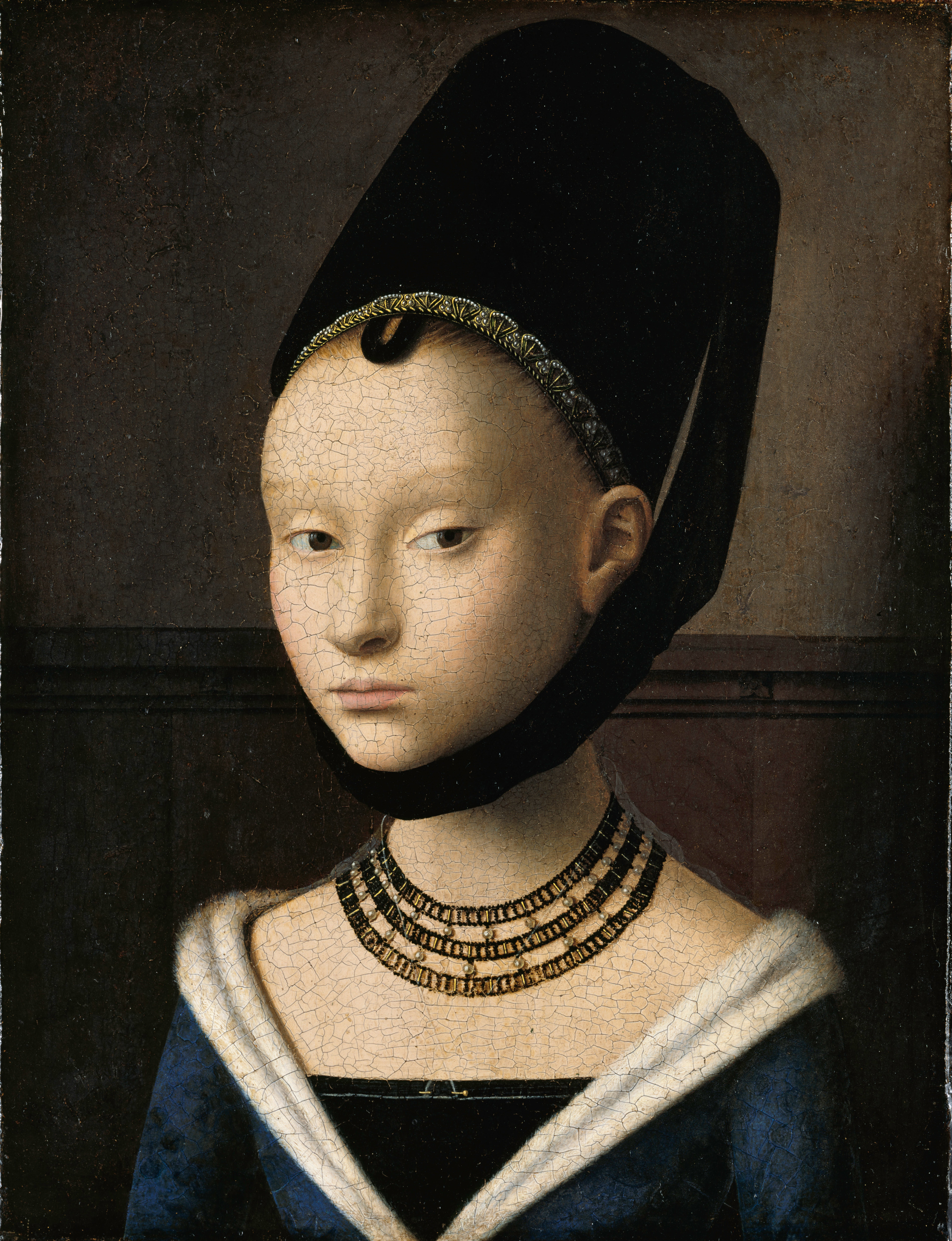
Petrus Christus' Bildnis einer jungen Dame, nach 1460, Staatliche Museen zu Berlin. Es finden sich Ähnlichkeiten in den modellierten Zügen und dem Gesichtsausdruck des Modells.
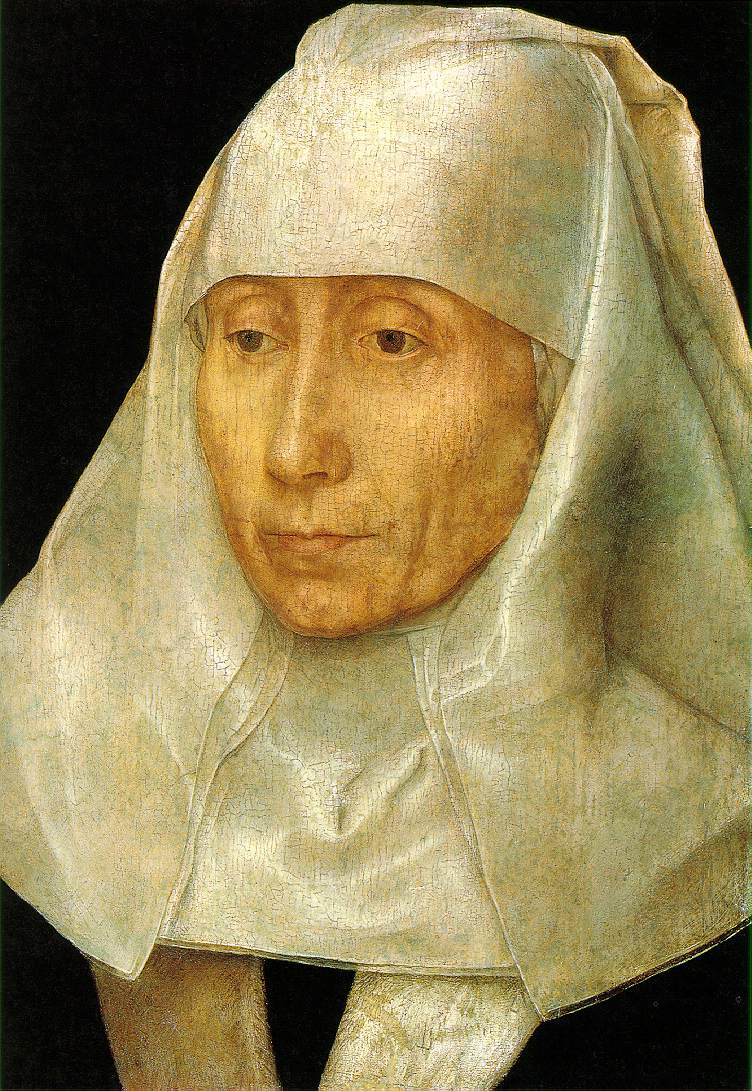
Hans Memling, Porträt einer alten Frau ca. 1470. Museum of Fine Arts, Houston, Texas. Memling war ein Nachfolger Rogier van der Weydens und nutzte die Verzerrung natürlicher Darstellung, um Schönheitsideale zum Ausdruck zu bringen.
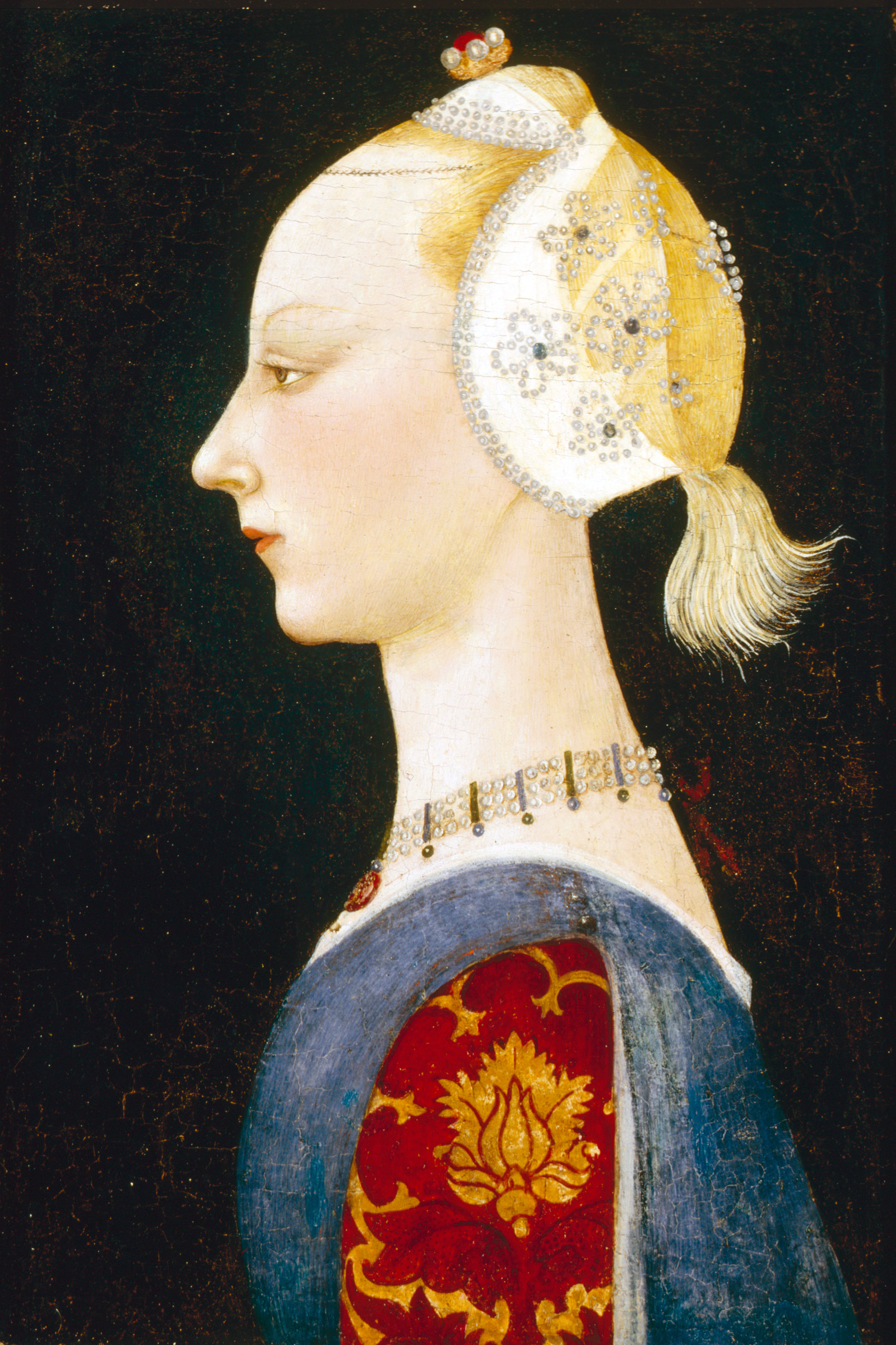
Eine junge Dame der Mode wird dem florentinischen Maler und Mathematiker Paolo Uccello zugeschrieben und ist auf die frühen 1460er datiert. Die junge Dame hat ihren Haaransatz gezupft, um die Länge und daher auch die Eleganz ihrer Stirn zu verstärken. Eine Haarlocke fällt hinten in einem Pferdeschwanz herab. Eine eng angelegte Haube bedeckt ihre Ohren, was wahrscheinlich auf die Vorstellung zurückzuführen ist, dass die Jungfrau Maria über ihr Ohr schwanger wurde.